# Крестовоздвиженский переулок
Крестовоздви́женский переу́лок (Воздви́женский, в 1957—1993 годах — переу́лок Я́нышева) — переулок в Центральном административном округе города Москвы. Проходит от улицы Знаменки до Воздвиженки, параллельно Староваганьковскому переулку, западнее него. Нумерация домов ведётся от Знаменки.

## Происхождение названия
Название XVIII—XIX веков, дано по монастырю Воздвижения Честного Креста Господня, называвшегося также Крестовоздвиженским и просто Воздвиженским.

## История
После упразднения Воздвиженского монастыря его храм стал приходским. Церковь, построенная в начале XVIII века, находилась на углу Воздвиженки и Крестовоздвиженского переулка и была снесена в 1934 году. В 1957 году переулок был переименован в честь большевика М. П. Янышева и носил это имя до 1993 года.
В XVII—XVIII веках на нечётной стороне переулка стояла усадьба князя Р. Горчакова. В домах, построенных на её территории, жили актёр П. С. Мочалов, композитор П. И. Чайковский (проживал в несохранившемся доме № 7, где работал над балетом «Лебединое озеро» и музыкальным циклом «Времена года»). Здесь находилась мастерская народного художника СССР Н. П. Ульянова, где скульптор А. С. Голубкина работала в 1901 году над барельефом «Волна» для фасада Московского художественного театра по заказу С. Т. Морозова. В 1980-х годах на месте этих домов построено здание Генерального штаба.

## Примечательные здания и сооружения
По нечётной стороне домов не значится.

### По чётной стороне
- № 2 — доходный дом генеральши М. С. Бутурлиной (1899—1900, архитектор С. К. Родионов), флигель усадьбы Апраксиных (XVIII век). В 1906—1922 годах здесь жил философ И. А. Ильин[2].
  - № 2, стр. 4 (во дворе дома № 2) — доходный дом (1911, архитектор С. К. Родионов).
- № 4 — дом постройки середины XIX века.
- № 4 стр. 2,  ЦГФО — жилой дом кооператива «Московский почтовик» (1927, архитектор В. Д. Глазов)[3]. Согласно планам правительства Москвы, пятиэтажный дом площадью 3,2 тыс. м² будет снесён, а на его месте будет возведён новый объект площадью 16,5 тыс. м² с подземной парковкой[4].
- № 7/6, стр. 6 — от трёхэтажного кирпичного здания 1896 года постройки общей площадью сохранился лишь фрагмент стены. Правительство Москвы планирует здесь новое строительство, при этом существовавший ранее объём в 1,3 тыс. м² будет увеличен до 2,2 тыс. м², а уцелевший фрагмент старинной стены будет заключён в стеклянные объёмы.

На месте фундаментов Крестовоздвиженского храма, снесённого в 1934 году, планируется создание археологического парка.